# Аллах-Юнь
Алла́х-Юнь (якут. Ааллаах Үүн) — річка в Російській Федерації, у Республіці Саха та Хабаровському краї, права притока Алдана. Довжина — 586 км, площа басейну — 24 200 км².

## Географія
Аллах-Юнь бере початок з озера Амнариндя в передгір'ях хребта Сунтар-Хаята.  Річка перетинає хребти Сетте-Дабан і Улахан-Бом. Більшою частиною протікає по північно-західній околиці Юдомо-Майського нагір'я, в глибокій і вузькій долині; у пониззі виходить на рівнину, де набуває спокійного характеру. 

## Гідрографія
Живлення Аллах-Юнь — снігове та дощове. Майже по усій протяжності Аллах-Юнь тече серед гір з абсолютними висотами 1000-1700 м. Багато вершин зайняті кам'янистою тундрою, яку змінює кедровий стланик. Весняний підйом води до 3—5 м. Судноплавна у період високої воду. Тривалість льодоставу близько 200 днів. Середньорічна витрата 169 м³/сек.
Головні притоки: Анча (176 км), Бам (75 км) (ліва) та Сахара (148 км), Ірчах (64 км) (права). У високу воду судноплавна. У басейні річки 890 озер загальною площею 54,1 км²; золотоносні розсипи.
У 1963 році на річці були проведені дослідні роботи, за результатами яких були побудовані гідроелектростанції — Мінорська (58 тис. КВт.годин), Уллаханська (77 тис. КВт.годин) та Нижньо-Аллах-Юньська (78 тис. КВт.годин).

## Назва
Назва річки тюркська: ала — строкатий, різнокольоровий (лах суфікс); ян — сторона, бік.

## Склад та якість води
Середня каламутність води змінюється від 25 до 60 г/м³. Мінералізація води в період підвищеного стоку менше 50 мг/л. За хімічним складом вода належить до гідрокарбонатного класу кальцієвої групи. У річковій воді підвищений вміст сульфатів. У середній та нижній течії в воді може бути підвищений вміст міді та цинку, іноді ртуті. За якістю вода відноситься до стабільно забрудненої. Якість води стає гірше нижче скидів стічних вод гірничодобувних підприємств.